# Ambiance Bois
Ambiance Bois est une scierie-parqueterie qui fait aussi des travaux de menuiserie, charpente et construction bois. La société, créée en 1988, est située sur le plateau de Millevaches, à Faux-la-Montagne (Creuse) en France.

## Statuts
La Société anonyme à participation ouvrière (SAPO) est une société anonyme dont une partie du capital appartient collectivement à la main d'œuvre,.
La moitié du capital d'Ambiance Bois est collectif, appartenant aux employés (et ex-employés en cas de dissolution) réunis dans leur société coopérative de main d'œuvre (SCMO) régie par le principe « une personne, une voix ».).
« La SCMO a pour objet d’organiser la participation collective du personnel salarié de l’entreprise à la gestion de la Société Anonyme à participation ouvrière Ambiance Bois, en collaboration avec les actionnaires détenteurs du capital social. »
Ainsi, un employé d'Ambiance Bois participe automatiquement, au bout d'un an, à l'administration de la coopérative même s'il n'en détient pas de capital,.

## Fonctionnement
Ambiance Bois est une entreprise autogérée où les employés ont choisi d'être tous rémunérés au même salaire.
Le PDG est renouvelé tous les 2 ans par tirage au sort parmi les volontaires.
Ambiance Bois n'est pas une coopérative telle que définie par l'identité coopérative, en effet la SA n'est pas régie par le principe « une personne une voix ». Néanmoins, la SA est contrôlée par la SCMO qui elle, respecte ce principe.
L'entreprise compte une vingtaine de salariés en 2018,.
À la suite du confinement dû à la pandémie de Covid-19, la société est contrainte de fermer 2 mois faute d'activité.

## Domaine d'activité
Ambiance Bois scie et rabote des bois pour l'aménagement intérieur et extérieur, elle assure la construction, la rénovation, l'extension en utilisant la technique de l'ossature bois. Elle est spécialisée sur le travail du mélèze non traité. Pour la charpente et l'ossature, le douglas est employé. L'entreprise s'approvisionne en bois locaux,.

### Documentaire
Un documentaire de 52 min réalisé par Sophie Bensadoun en 2014 est disponible en DVD : Ambiance Bois, le travail autrement,.